# Amway

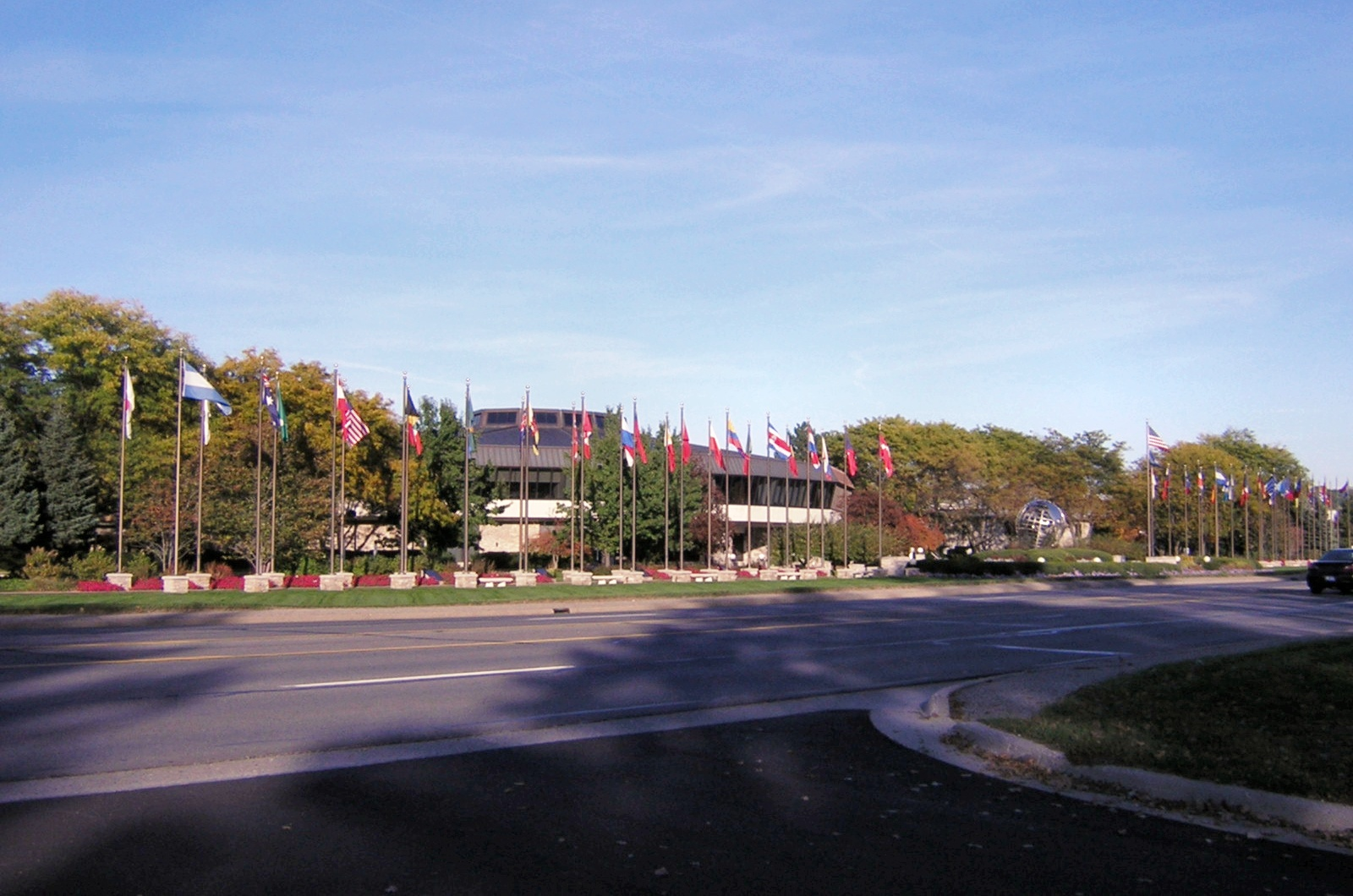
Casa matriz de Amway en Ada, Míchigan.

Amway (American Way, en inglés la manera americana) es una compañía de marketing multinivel fundada en 1959 en Estados Unidos  por Jay Van Andel  y Rich DeVos, que tuvieron la idea de crear lo que ellos llamaron «una innovadora oportunidad de negocio basada en la formación de empresarios independientes». Sus productos están orientados a la salud, la belleza y cuidado del hogar.
Amway ha sido investigada en varios países y por instituciones como la Comisión Federal de Comercio de Estados Unidos (FTC) por supuestas prácticas de esquemas piramidales, pero nunca ha sido declarada culpable, siendo pionera en la creación de un modelo de negocio totalmente legal y exitoso, copiado por innumerables compañías y regulado en las leyes de comercio de todos los países donde opera. (En España en la Ley 7/1996, de 15 de enero, de Ordenación del Comercio Minorista, BOE» núm. 15, de 17/01/1996, .

## Historia
Jay Van Andel y Richard DeVos, amigos de la infancia de la escuela, habían sido socios de negocios en varios cursos, incluyendo un puesto de hamburguesas, servicio de vuelos de los chárter y un negocio de navegación. En 1949 se introdujeron por Neil Maaskant (primo segundo de Van Andel) a la empresa Nutrilite. Nutrilite es una empresa con sede en California de venta directa fundada por Carl Rhenborg, desarrollador de uno de los primeros complejos multivitamínicos comercializado en los Estados Unidos. En agosto de 1949, DeVos y Van Andel firmaron para convertirse en distribuidores de los complementos alimenticios de Nutrilite.
Después de los resultados que obtuvieron decidieron empezar a desarrollar más distribuidores, ofreciéndoles la comisión sobre las ventas de productos y por las ventas de los distribuidores nuevos introducidos a la empresa por los distribuidores ya existentes, algo conocido hoy en día como marketing multinivel o mercadeo en red. En 1958, DeVos y Van Andel habían construido una organización de más de 5000 distribuidores. Sin embargo, a raíz de las preocupaciones sobre la estabilidad de Nutrilite, en abril de 1959, formaron la Asociación American Way para representar a los distribuidores y buscar otros productos para el mercado.
Su primer producto fue llamado Frisk, un limpiador orgánico concentrado desarrollado en Ohio, cuyos derechos fueron comprados por DeVos y Van Andel para fabricar y distribuir Frisk, cambiando más tarde su nombre a LOC (limpiador orgánico líquido). Posteriormente se formó Amway Corporation de ventas para adquirir los productos de inventario y para manejar las ventas y el plan de marketing, y Amway Corporación de Servicios para los seguros y otros beneficios para los distribuidores de Amway (es una abreviatura de «American Way»). En 1960 compró una participación del 50% en Atco Manufacturing Company en Detroit, los fabricantes originales de LOC, y cambió su nombre a Amway Manufacturing Corporation. En 1964, el Amway Sales Corporation (Corporación de Servicios de Amway) y Amway Manufacturing Corporation se fusionaron para formar una sola entidad, Amway Corporation. Amway compró el control de Nutrilite en 1972 y la plena propiedad en el año 1995.

## Amway Global
En 1999 los fundadores de la corporación Amway establecieron una nueva propiedad, denominada Alticor, y puso en marcha tres nuevas empresas: una hermana (y aparte) de Internet centrado en la compañía llamada Quixtar, Access Business Group, y las innovaciones Pyxis. Pyxis, posteriormente fue sustituida por Fulton Innovation para la investigación y el desarrollo y Access Business Group maneja la fabricación y logística de Amway y productos externos, Quixtar y los clientes de terceros.

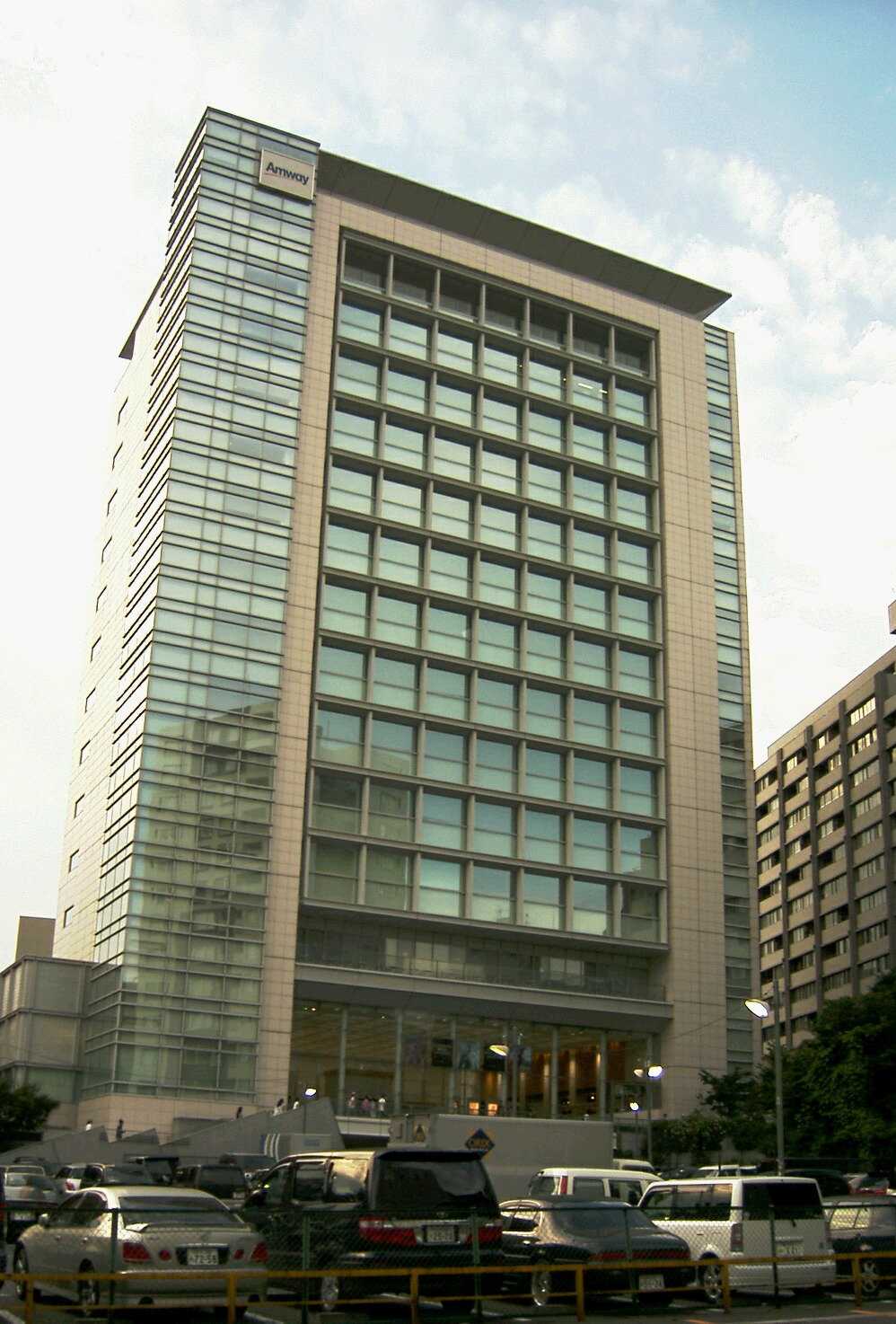
Central de Amway Japón.

El nombre de Amway continuó siendo utilizado en el resto del mundo. Después de 2001 Alticor eligió cerrar Amway Norteamérica, para llamarse Quixtar,[¿Por qué?] así prácticamente todos los distribuidores de Amway en América del Norte cambiaron a Quixtar. En junio de 2007 se anunció que la marca Quixtar se eliminaría gradualmente durante un período de 18 meses a 24 en favor de una marca unificada de Amway llamada Amway Global en todo el mundo.

## Mercados mundiales
Amway se expandió en el extranjero a Australia en 1971, a Europa en 1973, para algunas partes de Asia en 1974, a Japón en 1979, a América Latina en 1985, a China en 1995, a África en 1997, a la India y los países escandinavos en 1998, a Rusia en 2005, a Vietnam en 2008, y a Bulgaria en 2014.[cita requerida]
Según el sitio web de Amway, a partir de 2014 la empresa opera en más de 110 países y territorios, organizados mercados regionales: las Américas, Europa, China, Japón y Corea, y el Sudeste Asiático / Australia.[cita requerida]
En 2008, Alticor anunció que dos tercios de los 58 mercados de la compañía tuvieron un aumento de las ventas, incluyendo un fuerte crecimiento en los mercados de China, Rusia y la India.
En conjunto, cuenta con unos tres millones de distribuidores por todo el mundo, y tuvo un 7% de crecimiento promedio anual hacia el año 2009.

## América Latina
Amway abrió su primera filial en América Latina en 1985 en Panamá, extendiéndose a Guatemala, México, Brasil, Argentina, Honduras, República Dominicana, El Salvador, Chile, Uruguay, Costa Rica, Colombia en 1996 y Venezuela en 1998.
En Colombia ha tenido ganancias para 2009 de más de US$50 millones. En la República Dominicana hay más de 24 000 distribuidores asociados a Amway.

## Venta directa
Amway combina la venta directa con una estrategia de marketing multinivel. Los distribuidores de Amway, conocidos como "dueños de negocios independientes", pueden comercializar productos directamente a clientes potenciales y también pueden patrocinar y orientar a otras personas para que se conviertan en distribuidores. Los participantes pueden obtener ingresos tanto del margen minorista de cualquier producto que vendan personalmente, más un bono de desempeño basado en el volumen de ventas que ellos y su línea descendente han generado. La escuela de negocios Harvard, que describió a Amway como "una de las empresas de venta directa más rentables del mundo", señaló que los fundadores de Amway, Van Andel y DeVos "lograron su éxito mediante el uso de un elaborado sistema de distribución en red en el que los distribuidores independientes de los productos Amway recibieron un porcentaje de la mercancía que vendieron y también un porcentaje de la mercancía vendida por los distribuidores contratado".

### Canadá
En 1982, los cofundadores de Amway, Richard M. DeVos y Jay Van Andel, junto con el vicepresidente ejecutivo de servicios corporativos de Amway, William J. Mr. Discher Jr., fueron acusados en Canadá de varios cargos penales, incluidas acusaciones de que no se denunciaron el valor de los bienes traídos al país y estafó al gobierno canadiense de más de $ 28 millones entre 1965 y 1980. Los cargos se retiraron en 1983 después de que Amway y su filial canadiense se declararan culpables de cargos criminales de fraude aduanero. Las compañías pagaron una multa de $ 25 millones CAD, la multa más grande jamás impuesta en Canadá en ese momento. En 1989, la compañía resolvió los aranceles aduaneros pendientes por $45 millones. En un artículo de 1994 escrito por DeVos, declaró que la declaración de culpabilidad fue presentada por razones técnicas, a pesar de creer que eran inocentes de los cargos, y que creía que el caso había sido motivado por "razones políticas".

### Estados Unidos
La Asociación de la Industria de Grabación de América (RIAA), como parte de sus esfuerzos contra la piratería, demandó a Amway y a varios distribuidores en 1996, alegando que la música con derechos de autor se utilizó en videos de capacitación "altamente rentables". Amway negó haber actuado de mala fe, culpando el caso a un malentendido por parte de los distribuidores, y resolvió el caso fuera de los tribunales por $9 millones de dólares. En una demanda relacionada iniciada por los distribuidores involucrados, el Tribunal estableció que Mahaleel Lee Luster, quien había sido contratado para hacer las canciones de video, había violado los derechos de autor sin el conocimiento de tres de los cinco distribuidores.

### Reino Unido
En 2007, las operaciones de Amway se detuvieron en el Reino Unido e Irlanda después de una investigación de un año realizada por el Departamento de Comercio e Industria del Reino Unido, que decidió prohibir a Amway basándose en que la compañía había empleado marketing engañoso, presentando estimaciones de ganancias infladas y atraído distribuidores a comprar herramientas falsas de "motivación y capacitación". En 2008, un juez del Reino Unido desestimó las reclamaciones del gobierno contra las operaciones de Amway, diciendo que las reformas importantes del año anterior (que incluían la prohibición de eventos y materiales motivacionales no aprobados por Amway) habían reparado las fallas de la compañía que favorecían la venta de materiales de capacitación sobre productos y ganancias falsas. Sin embargo, el juez también expresó su creencia de que Amway permitió "tergiversaciones" de su negocio por parte de vendedores independientes en años pasados y no actuó decisivamente contra las tergiversaciones.

### Vietnam
En enero de 2017, el Ministerio de Industria y Comercio de Vietnam determinó que Amway Vietnam había violado las regulaciones federales al participar en marketing multinivel no autorizado.

## Reconocimientos
- 1989 - Premio a los logros del Programa de las Naciones Unidas para el Medio Ambiente.[31]
- 1992 - Medalla UNESCO TRANSPOLAR de las Naciones Unidas para el trabajo conjunto en las áreas educativas, científicas y culturales (UNESCO)[32]
- 1992 - Premio a la empresa recicladora del año Amway Global[33]
- 1997 - Premio Rainforest Alliance por la dedicación, innovación y un compromiso con el medio ambiente mundial.[34]
- 1998 - International Film and Video Festival Awards 1998 - Amway Corporation: "AMWAY FOOD STORAGE"- GOLD CAMERA[35]

## Organizaciones benéficas
Amway cuenta con el programa "One by One" donde ha colaborando con la UNICEF desde 2003 y ha donado más de 140 millones de dólares y más de 2,5 millones de horas de trabajo voluntario, beneficiando a más de 7 millones de niños en diferentes lugares del mundo. La empresa proveyó más de 1 millón de dólares en donaciones de los empresarios de Amway, empleados y clientes a Haití; junto a 10 000 kits de higiene personal y utilizando los aviones de la compañía para llevar personal y suministros médicos.

### Investigación de la FTC
En un fallo de 1979, la Comisión Federal de Comercio encontró que Amway no encajaba con la definición de Esquema Piramidal ya que: a los distribuidores no se les pagaba por reclutar gente, no requería que los distribuidores compraran una cantidad significativa de inventario, a los distribuidores se les requería mantener ventas de retail (al menos 10 por mes), y tanto a la compañía como a los distribuidores tenían obligación de recibir inventarios excesivos por parte de los distribuidores menores.
Por otro lado, la FTC encontró a Amway "culpable de fijación de precios y exagerar las declaraciones de ingresos finales de los distribuidores", se le ordenó a la compañía que dejara de fijar los precios a distribuidores y asignara clientes entre los distribuidores y se le prohibió exagerar la cantidad de ganancias o ventas que sus distribuidores podrían lograr con el negocio. Se ordenó a Amway que acompañara dichas declaraciones con los promedios reales por distribuidor, señalando que más de la mitad de los distribuidores no ganan dinero, y el distribuidor promedio gana menos de USD 100 por mes. La ordenanza fue violada en una campaña publicitaria de 1986, resultando en una multa de USD 100.000.
Estudios de agencias independientes de vigilancia del consumidor han mostrado que entre 990 y 999 de cada 1000 participantes en empresas de Marketing Multinivel que usan planes de pago tipo Amway, de hecho, pierden dinero.